# مقتل مروة الشربيني
حادثة مقتل مروة علي الشربيني  هي حادثة وقعت في عام 2009 في مدينة دريسدن الألمانية، حيث قام مواطن ألماني يُدعى أليكس دبليو فينز يبلغ من العمر 28 عامًا داخل محكمة في مدينة دريسدن بعد ما قام بطعن صيدلانية مصرية كانت تبلغ من العمر 32 عامًا 18 طعنة في 3 دقائق، وبعدها فارقت الحياة. بعدما وصفها بالإرهابية بسبب ارتدائها الحجاب. وقد قامت مظاهرات في جنازتها شارك فيها مئات من المصريين والعرب امام مجلس بلدية مدينة نويا كولين منددين بالتطرف والعنف الذي يمارس ضد المسلمين. وطالب المتظاهرون الحكومة الألمانية بتوقيع أقصى عقوبة على القاتل. وفي 11 نوفمبر، 2009 حكم على القاتل بأقصى عقوبة في ألمانيا وهى السجن مدى الحياة.

## عن الشخصية
ولدت مروة في مدينة الإسكندرية عام 1977، وكانت تلعب في المنتخب المصري لكرة اليد. وحصلت على العديد من البطولات وعلى أكثر من عشر شهادات تقدير. تخرجت مروة من كلية النصر للبنات عام 1995 وألتحقت بكلية الصيدلة جامعة الإسكندرية وتخرجت منها عام 2000، عملت في صيدلية ثم تزوجت في عام 2004 وسافرت بعد الزواج مباشرة مع زوجها إلى ألمانيا لدراسة الماجستير والدكتوراة.

## أليكس وينز

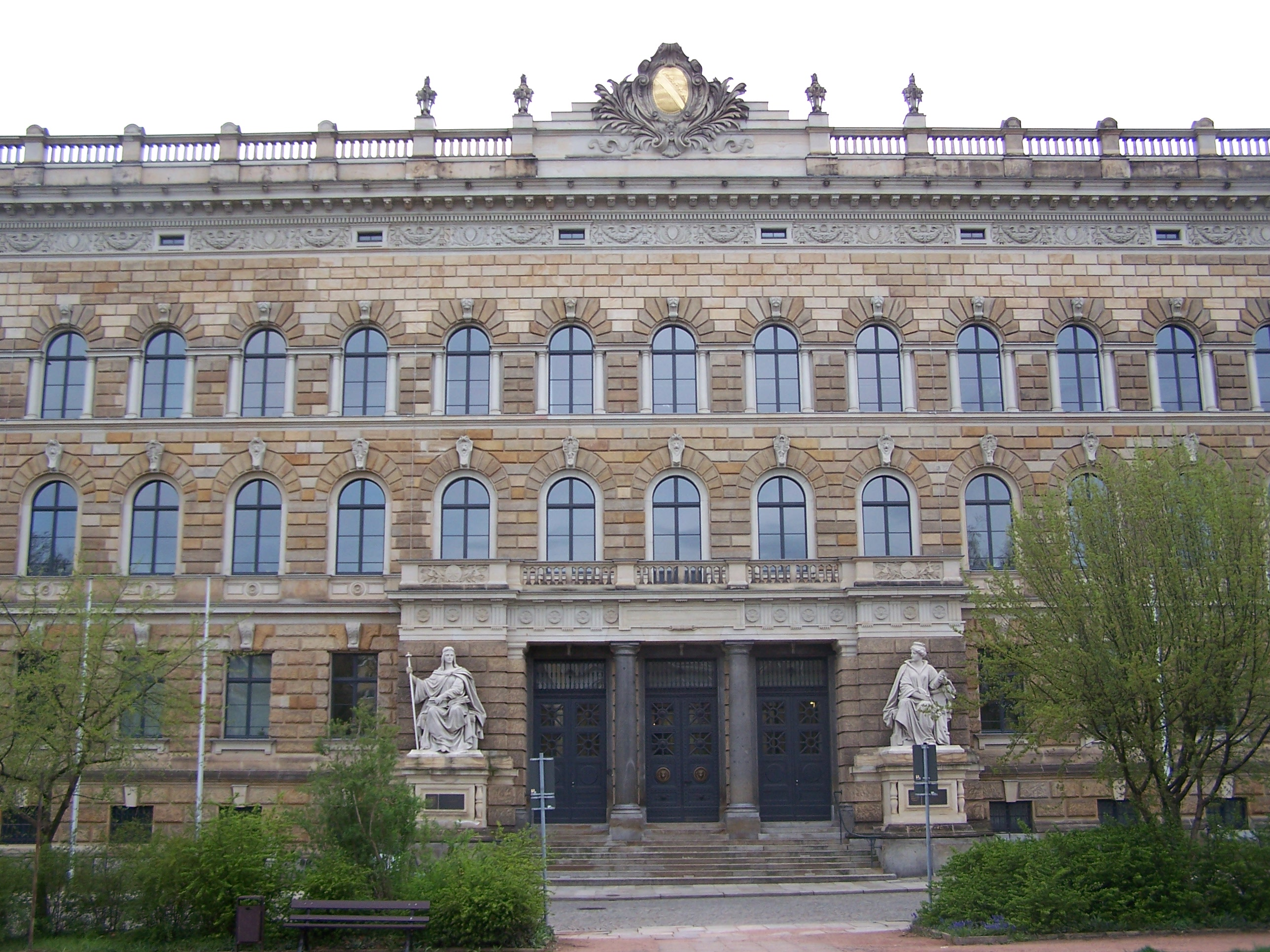
المحكمة الإقليمية التي وقع فيها الهجوم المميت، دريسن.

أليكس وينز (روسي: ولد ألكسندر فينس في عام 1980 في بيرم، روسيا. أكمل برنامج التدريب المهني كمستودع بعد تركه المدرسة. وفي عام 1999، وبعد إجراء فحص طبي للتجني، تم إعفاء وين من الخدمة العسكرية الإجبارية في القوات المسلحة الروسية؛ وذكر أن وينز ربما عانى من ذهان حاد ومزمن. في عام 2003، هاجر إلى ألمانيا وحصل على الجنسية الألمانية نتيجة لأصله العرقي. كان يعمل كصانع للبناء وقائم بأعمال في ألمانيا، لكنه كان يعيش على مزايا الرعاية الاجتماعية للعاطلين عن العمل لفترة طويلة وقت ارتكاب الجريمة. في نوفمبر 2009، في وقت إصدار الحكم، كان وينز 28 سنة،  غير متزوج وبدون أطفال.

## حادثة القتل

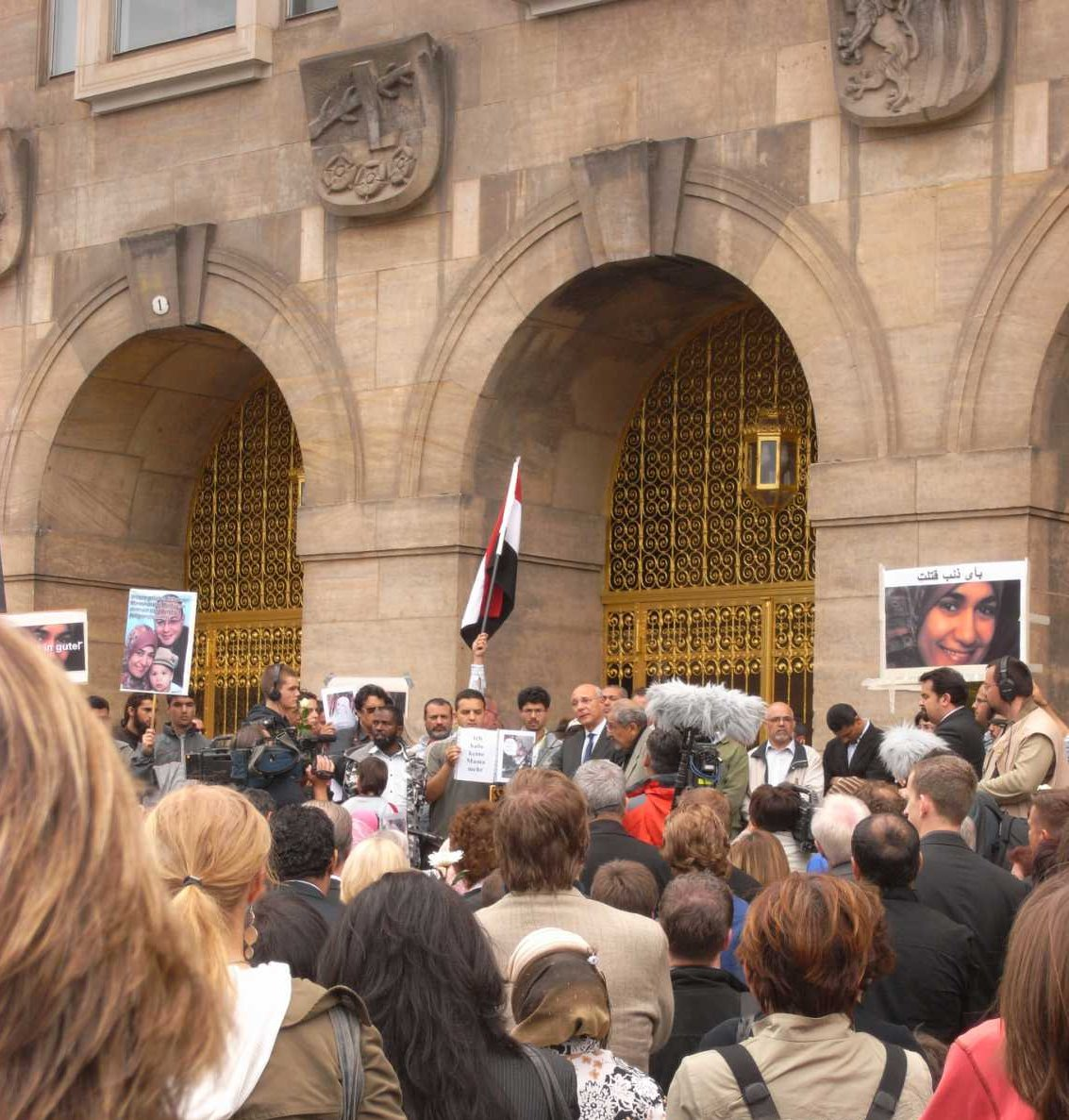
جنازة مروة الشربيني في دريسدن

في يوم 1 يوليو، 2009 كانت مروة تحضر جلسة محاكمة استئناف رفعها الألماني أليكس دبليو عليها بعد أن غرمته محكمة سابقة 780 يورو لاعتدائه على مروة من قبل ووصفها بالإرهابية ومحاولته نزع حجابها، فلما أقرت المحكمة الحكم بالغرامة على المواطن الألماني، ثارت ضغينة المتهم فقام وهو في المحكمة بطعنها بالسكين 18 طعنة في بطنها وصدرها وظهرها فارقت بعدها الحياة. كما طعن زوجها المصري علوي علي عكاز المعيد بمعهد الهندسة الوراثية بجامعة المنوفية عدة طعنات.

### ردود الفعل

#### ردود الفعل داخل مصر
أثار مقتل مروة حالة من الغضب في مصر وأصبحت تعرف في الصحافة المحلية باسم شهيدة الحجاب، وطالب النائب العام المصري المستشار عبد المجيد محمود بتدخل النيابة العامة المصرية في التحقيقات التي تجرى في ألمانيا حول قضية مقتل مروة، وقرر المجلس الشعبي المحلي بمحافظة الإسكندرية إطلاق اسم مروة الشربيني على شارع في المدينة وكذلك على أحد مراكز الشباب لكونها كانت بطلة رياضية في لعبة كرة اليد.
ووصف برند أربل سفير ألمانيا لدى مصر الحادث «بالكارثة» لأسرتها و«عمل كريه للغاية»، وطالب بعدم جعل هذا الحادث جزءًا من العلاقات بين مصر وألمانيا. وقال إن الرجل الذي ارتكب هذا الحادث ما هو إلا «بركان من العنف»، وإنه كان من الممكن أن يرتكب هذه الجريمة مع أي شخص، وكان بإمكانه أن يكون عنيفا مثلا مع شخص صيني أو شخص معاق، موضحاً أن الحادث لم يرتكب لوجود سيدة مصرية ترتدي الزي الإسلامي.

#### ردود فعل عالمية
أقيمت مظاهرة أمام السفارة الألمانية في لندن، نظَم المظاهرة أعضاء الجالية الإسلامية في بريطانيا. كما أقيمت مظاهرة أمام السفارة الألمانية في طهران بإيران. وقال الرئيس الإيراني أحمدي نجاد «القاضي وأعضاء هيئة المحلفين والحكومة الألمانية مسؤولون في هذه القضية» وأضاف بالقول: «لم نشهد رد فعل من جانب أوباما ومسؤولين أوروبيين آخرين والأمين العام للأمم المتحدة. نطلب منهم إدانة ألمانيا». وتابع «حين يحصل حادث صغير في دولة معادية لهم فإنهم يعتمدون قرارات لكنهم لا يحترمون الحد الأدنى من حقوق الناس في دولهم».
تسبب موت الشربيني في اهتمام الجمهور ووسائط الإعلام في مصر،  صاحبته مشاعر معادية قوية لألمانيا. أعلن المدعي العام المصري عبد المجيد محمود أنه سيتم إرسال مدع عام من الإسكندرية إلى ألمانيا للمساعدة في التحقيق،  ودعت جمعية الصيادلة المصرية إلى مقاطعة الأدوية الألمانية. في جنازة الشربيني في الإسكندرية، أشار المعزون إلى أنها "شهيدة وشاح الرأس" واتهموا ألمانيا" بالعنصرية "و" الإسلاموفوبيا ". حمل مرابيون لافتات تنتقد السلطات الألمانية والمصرية. قامت الشرطة المصرية مؤقتا بتطويق السفارة الألمانية في القاهرة لحمايتها من المحتجين الغاضبين. ردا على المشاعر المعادية للألمان والاحتجاجات العامة في مصر وأماكن أخرى، أصدرت الحكومة الألمانية في نهاية المطاف بيانا تعزية. اتخذ بعض المعلقين المصريين نهج التوفيق. كتب عبد المنعم سعيد في قسم الرأي في جريدة الأهرام الأسبوعية، دعا أولئك الذين ينعون مروة الشربيني "ألا يسقطوا في نفس مستنقع التعصب والكراهية الذي قتلها"، ولكن "لخلق" الجبهات الإسلامية-الأوروبية، جنبا إلى جنب مع الأديان الأخرى، للوقوف ضد التعصب والتمييز العنصري والتمييز على كلا الجانبين ".
ألقى الرئيس الإيراني محمود أحمدي نجاد باللائمة على الحكومة الألمانية في مقتل الشربيني ودعا إلى إدانة دولية لألمانيا. وفي رسالة موجهة إلى الأمين العام للأمم المتحدة بان كي مون، طالب أحمدي نجاد باتخاذ إجراءات حازمة ضد ألمانيا، وقال إن «هناك وجهة نظر قوية بأن هذه الجريمة كانت محاولة مخططة مسبقا تم تصميمها من قبل النظام القضائي وقوات الأمن».
```
كما أصدرت إيران أيضًا طابعًا بريديًا يحتوي على الشربيني، والذي تم حظر نشره في قناة برس تي في في مصر. واتهمت صحيفة الوفد المصرية، إيران باستغلال مقتل الشربيني لتحويل المسلمين والعرب ضد أوروبا والولايات المتحدة.
[
21
]
```

تخليدًا لذكراها، أقيم نصب تذكاري لها في مدينة دريسدن الألمانية، وتم تخريب هذا النصب من قبل مجهولين بعد أسابيع من الكشف عنه. "

### تقارير وسائل الإعلام الأولية
تم الإعلان عن القتل في 1 يوليو 2009 في الإذاعة والتلفزيون الألماني وفي وسائل الإعلام المطبوعة في اليوم التالي. تماشياً مع الممارسات الشائعة فيما يتعلق بالإعلان في وسائل الإعلام الألمانية حول الجريمة والإجراءات القانونية، تمت الإشارة إلى الشربينى على أنها تبلغ من العمر 32 عاماً في تقرير دويتشلاند فونك، الذي تم بثه في 1 يوليو،  دون أي ذكر لـ الخلفية العرقية أو الدينية للضحية.
```
أعرب وزيرعلانية العدل في ولاية 
سكسونيا
، جيرت ماكنروث، الذي كان قد زار موقع الجريمة في نفس اليوم عن «تعاطفه العميق مع عائلة الضحية، من أجل الضحية نفسها».
[
27
]
 طالب سياسي آخر بإجراء تحقيق، وطالبت جمعية القضاة في ولاية سكسونيا بمراجعة الإجراءات الأمنية في المحاكم.
[
28
]
```

وكتبت آنجا زيلير في مقالتها في صحيفة "ذي غارديان" أن "الإعلام الألماني نشر في البداية عن القضية في الصفحة الخلفية"، وصدرت كلمات حزن فقط من "الحكومة الفيدرالية الألمانية -التي التزمت الصمت لمدة أسبوع تقريبا- بعد الاحتجاجات الصاخبة من قبل آلاف المصريين في القاهرة.

### استجابة المنظمات اليهودية والإسلامية
زار الأمناء العامون للمجالس الإسلامية واليهودية في ألمانيا زوج الشربيني في المستشفى في 6 يوليو / تموز 2009. صرّح ستيفان كرامر، الأمين العام للمجلس المركزي لليهود في ألمانيا:"يجب ألَّا تكون مسلماً لمعارضة مناهضة المسلمين. ليس من الضروري أن تكون يهودياً لمعارضة معاداة السامية، يجب أن نقف سوية ضد هذه الوحشية. " كتب كريمر في وقت لاحق"... كرجل يهودي أعرف أن كل من يهاجم شخصًا بسبب عرقه أو جنسيته أو دينه لا يهاجم الأقلية فحسب، بل يهاجم المجتمع الديمقراطي ككل، كما شجب "الدعاية لكراهية المسلمين".
رجح المجلس المركزي للمسلمين في ألمانيا أن موت الشربيني كان نتيجة «رهاب الإسلام» المتنامي، كما هو واضح في العديد من مجالس النقاش على الإنترنت. ودعوا المسلمين إلى عدم استغلال وفاة المرأة. . ذكرت جمعية إسلامية محلية في دريسدن أن مركزها المزمع للتبادل الثقافي سيطلق عليه اسم الشربيني، لتعزيز التفاهم المتبادل بين المسلمين وغير المسلمين.

### الرأي العام

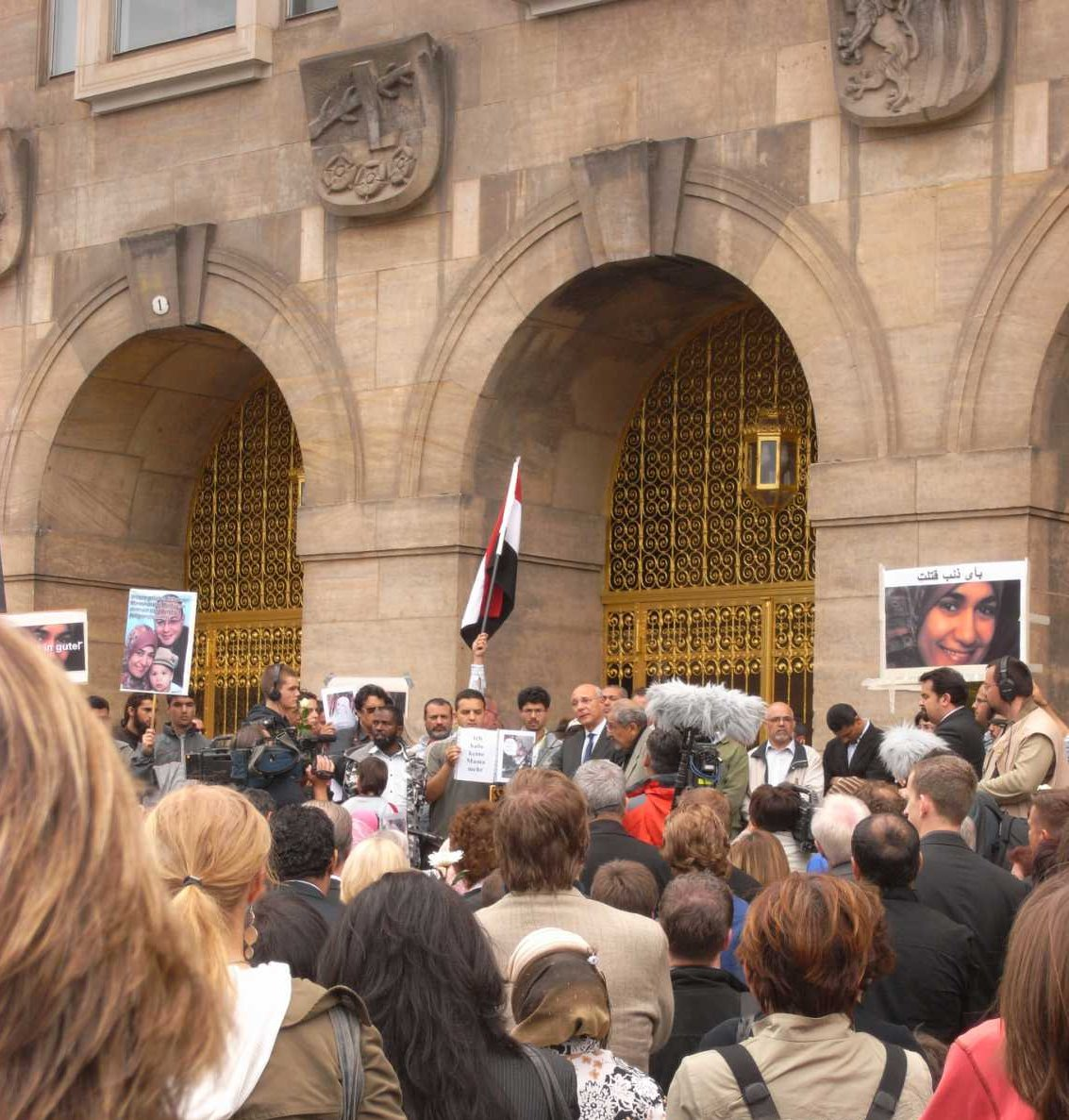
حفل تذكاري لمروة الشربيني أمام قاعة مدينة دريسدن، يوليو 2009

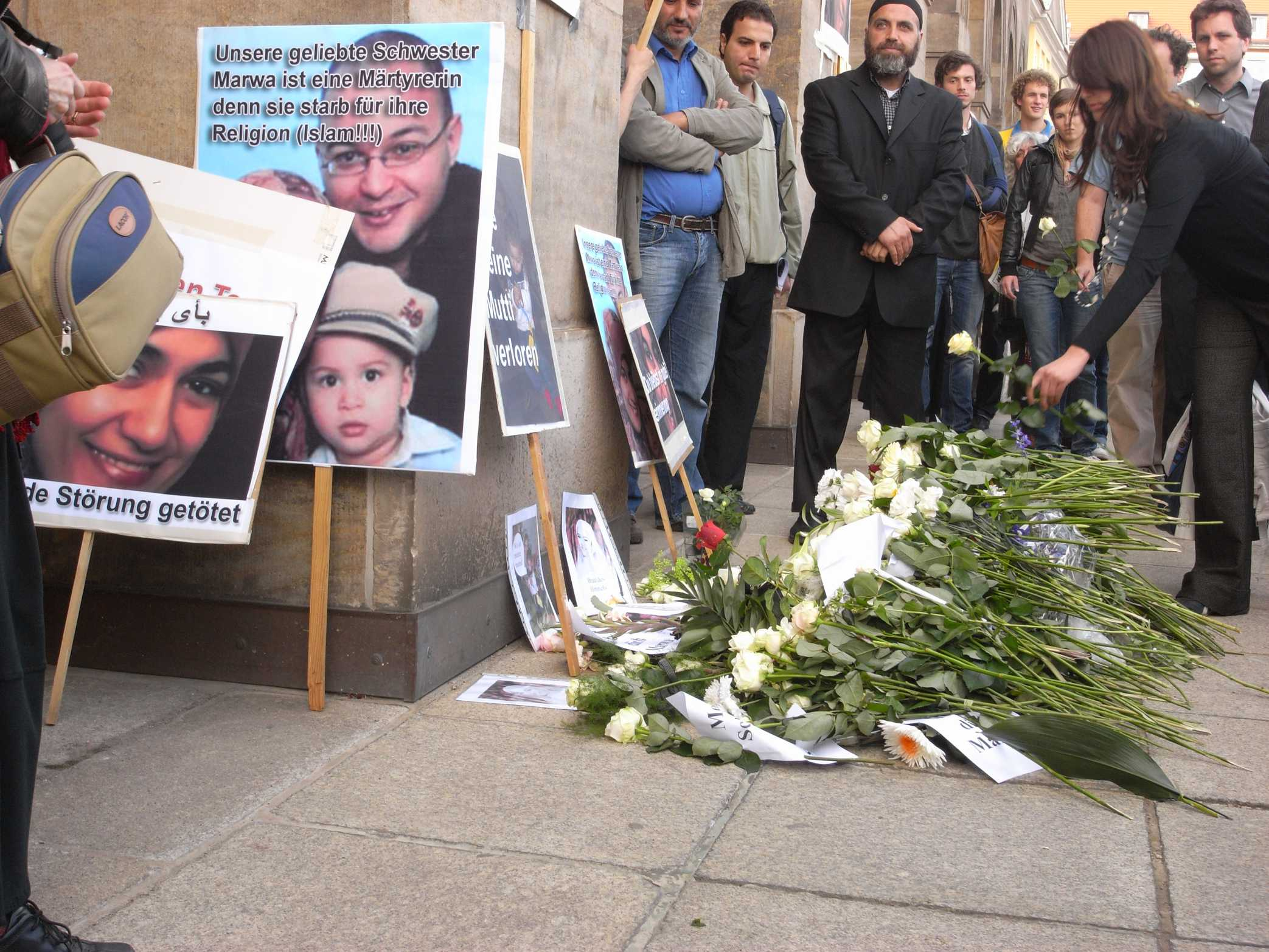
زهور و لافتات في الحفل التذكاري لمروة الشربيني في دريسدن، يوليو 2009

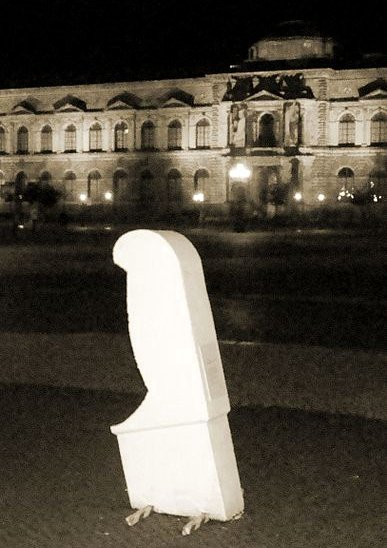
تركيب فني تذكاري "18 طعنة سكين" يوليو 2010، (درسدن) (دي)

في 6 يوليو / تموز 2009، أقام حوالي 2000 مسلم من الجالية المصرية وجنسيات أخرى في ألمانيا صلاة الجنازة لروح مروة الشربيني في مسجد دار السلام في برلين. بعد خمسة أيام، نظمت جماعات الحقوق المدنية في دريسدن نصب تذكاري عام. وحضره أكثر من 1000 شخص، بمن فيهم السفير المصري ومسؤولون من ولاية ساكسونيا. تم وضع الورود البيضاء وصور لعائلة الشربينى خارج دار بلدية دريسدن. وفي نفس الوقت، أصدر معهد ماكس بلانك لبيولوجيا الخلية الجزيئية وعلم الوراثة- حيث قام زوج الشربينى ببحث- بإصدار بيان بمناسبة العزاء الرسمي، معربا عن الصدمة والتعاطف. وقد سبق ذلك جمعية ماكس بلانك التي أدانت بشدة الهجوم الذي وقع في 8 يوليو، حيث قالت: «حقيقة أن الهجوم كان بدوافع عنصرية هو أمر محزن خصوصًا لنا، معتبراً أن جمعية ماكس بلانك هي منظمة بحث علمي تتعامل مع موظفين من معظم الدول المختلفة».
في ديسمبر 2009، أعلنت وزارة العدل في ولاية سكسونيا عن خطط لإحياء ذكرى وفاة الشربيني مع لوحة تذكارية في مبنى المحكمة الإقليمية. هذه اللويحة تقول باللغتين الألمانية والعربية: «لقد وقعت [مروة الشربيني] ضحية الخوف من الإسلام وكره الأجانب. وصمدت أمام هذا مع الكرامة والشجاعة الأخلاقية التي تستحق الثناء».
في يوليو / تموز 2010، بعد مرور عام على جريمة القتل، نظمت جمعية من المواطنين المحليين تركيبًا فنيًا في دريسدن، لإحياء ذكرى الخسائر في الأرواح التي سببتها الجريمة الشنعاء وكرمز ضد العنصرية في الحياة اليومية. تم عرض ثمانية عشر قطعة إسمنتية في شكل سكاكين مؤقتة في أماكن عامة مختلفة، لتمثل الجروح الثمانية عشر من طعنات السكين التي أُلحقت بالضحية. تم تخريب بعض الألواح أثناء العرض.
في أكتوبر 2012، تم منح منحة دراسية في ذكرى مروة الشربيني لأول مرة. بتمويل مشترك من إدارة مدينة درسدن وحكومة ولاية ساكسونيا. يهدف إلي تطوير قادة المستقبل الذين يدعمون الحرية والديمقراطية وحقوق الإنسان. وهو يمنح لطلاب الدراسات العليا المسجلين في مؤسسة التعليم العالي في درسدن.

### الحكم على القاتل
في يوم مساء يوم الثلاثاء 14 مارس 2012 أصدرت محكمة مدينة دريسدن حكمها على قاتل مروة الشربينى بالسجن مدى الحياة.
تم احتجاز وينز في الحبس الاحتياطي بسبب الاشتباه في مقتل الشربيني  ومحاولة قتل عكاظ. وقد اتُهم رسمياً بالقتل والشروع في القتل وإيذاء جسدي خطير من قبل مكتب المدعي العام في 25 أغسطس / آب 2009. ذكر المدعون في لائحة الاتهام  أن الدافع هو الغدر والخبث (على أساس الكراهية ضد غير الأوروبيين والمسلمين). رفضت المحكمة الإقليمية العليا تقديم طلب لتغيير مكان محامي دفاع وينز. تم فرض المسؤولية الجنائية الكاملة بعد التقييم النفسي؛  برغم تشخيص المدعى عليه من قبل الأطباء الروس انه يعاني من حالات ذهانية حادة ومزمنة، طلب المدعون معلومات ذات صلة من السلطات الروسية قبل المحاكمة. وصلت المستندات المطلوبة قبل وقت قصير من نهاية محاكمة القتل، دون التأثير على نتيجتها.
بدأت المحاكمة في المحكمة الإقليمية العليا في دريسدن في 26 أكتوبر 2009. وقد تم ذلك في ظل احتياطات أمنية صارمة نتيجة لتهديدات بالقتل مزعومة في وينز. تم نقل جميع المحاكمات المتزامنة إلى أماكن محلية أخرى، بسبب المخاوف الأمنية، والاهتمام الكبير من قبل وسائل الإعلام الوطنية والدولية والجمهور. عمل أرمل الشربيني وأخيه وأولياء أموره في دور «المطالب المشارك»  وتم تمثيلهم من قبل ثمانية محامين. في اليوم الأول من المحاكمة، كان محامي الادعاء العام المكون من ثمانية محامين من ألمانيا وفرنسا ومصر حاضرون في المحكمة، وصل المدعى عليه إلى المحكمة محاطة بقناع ونظارات شمسية وقبعة وغطاء للرأس. طلب القاضي من المدعى عليه ازالة غطاء رأسه وتأكيد اسمه وتاريخ ميلاده. امتثل المتهم، باستثناء إزالة نظارة شمسه، والتي تم تغريمه بتهمة ازدراء المحكمة. طالب محامي الدفاع بإقالة القضاة من المحاكمة على أساس التحيز لأنهم كانوا زملاء للشهود وعملوا بالقرب من مسرح الجريمة. تم رفض هذا من قبل لجنة منفصلة حكمت في هذا الاقتراح.
شهد عكاظ في اليوم الأول من المحاكمة. شمل المزيد من الشهود خلال الأسبوع الأول من المحاكمة أحد الفاحصين الطبيين المعينين لأسباب وفاة الضحية،  والقاضي الذي ترأس المحاكمة في المحكمة الإقليمية في 1 يوليو 2009،  وقاضي آخر (شوف) شارك في رئاسة المحاكمة المذكورة أعلاه، وعامل اجتماعي بشأن سلوك المدعى عليه السابق،  والمحامي الذي عينته المحكمة والذي سبق أن مثل المدعى عليه،  وضابط أمن بالمحكمة،  وقاضي محكمة التشهير في محكمة المقاطعة. شمل الشهود في الأسبوع الثاني من المحاكمة أشخاصًا كانوا متواجدين في المواجهة الأصلية وضباط الشرطة الذين ردوا على الهجوم في 21 أغسطس 2008. وقد مارس ضابط الشرطة الذي أطلق النار عن طريق الخطأ على عكاظ الحق في التزام الصمت أثناء محاكمة القتل، حيث كان التحقيق الجنائي ضده جارياً في ذلك الوقت.
في بداية اليوم الثالث من المحاكمة، تكبد وينز إصابة ذاتية عن طريق ضرب رأسه على الطاولة. وقد تم تشخيص حالته بأنه مصاب بالورم الدموي وإصابة دماغية، ولكن حكم عليه بالمثول للمحاكمة بعد إجراء فحص طبي في المستشفى. أثناء الاستمرار في السلوك غير المتوافق والمدمر، تم تقييد وينز مؤقتًا من قبل تسعة ضباط أمن في المحكمة.
وقد تم الاستماع إلى المرافعات الختامية في 9 و 10 نوفمبر / تشرين الثاني 2009. وقد جادل الادعاء والمدعون الآخرون بالإدانة بتهمة القتل والشروع في القتل، مع وصفها ب «الجريمة الشنيعة» القانونية. دافع الدفاع عن إدانته بالقتل غير العمد. ومحاولة القتل الخطأ، من خلال التفكير في أن القتل كان في لحظة انفعالية وأن المتهم قد يكون لديه اضطراب الشخصية الاضطهادية. تأخر صدور الحكم لأن المعلومات الطبية المطلوبة من السلطات الروسية لأن وصلت في 9 نوفمبر / تشرين الثاني 2009 أشارت إلى «انفصام الشخصية غير المتمايز» في عام 2000 مما يتطلب شهادة إضافية من قبل خبير طبي.
وفي 11 نوفمبر / تشرين الثاني 2009، أدين وينز بتهمة قتل الشربيني ومحاولة قتل عكاظ، وحُكم عليه بالسجن مدى الحياة. وذكر القاضي بيرجيت ويجاند أن المحكمة وجدت أيضًا أن أعمال وينس تشكل جريمة شنيعة،  لأنها ارتكبت أمام طفل وحققت معيار القتل للخيانة، مثل الكراهية ضد الأجانب. كان هذا يعني أن وينز تلقى الحد الأقصى من العقوبة لهذه الجريمة. طعن وينز في الإدانة؛ ومع ذلك، رفضت محكمة العدل الفيدرالية الاستئناف. وفي قرار نشر في 18 يونيو / حزيران 2010، ذكرت الفرقة الجنائية الخامسة لمحكمة العدل في لايبزغ أن الاستئناف في نقاط الحكم لا أساس له من الصحة وأكدت الحكم، حيث أن الحكم صادر عن المحكمة الإقليمية باعتبارها الخطوة النهائية للقانون الجنائي.

### التعويض لعائلة الضحايا
في أكتوبر 2009 في مناقشة خارج المحكمة، اتصل المحامون نيابة عن عائلة الشربيني وأرمل بوزارة العدل في ولاية ساكسونيا حول التعويض. في الحكم الصادر في 11 نوفمبر / تشرين الثاني 2009، سمح القاضي بيرجيت ويجاند بالمطالبة بالتعويض عن الأضرار ضد المدعى عليه في «قضية ملتصقة» في إطار هذه القضية الجنائية. وقد أقامت - دون محاكمة منفصلة لمطالبة قانون خاص - أن على وينز الالتزام بتعويض عائلتي عكاظ والشربينى بسبب إصابتهما بأذى وقتل الشربينى.

## التحقيق في إطلاق النار على علوي علي عكاظ
إطلاق النار على عكاظ -زوج الشربيني- من قبل ضابط الشرطة الاتحادية، الذين ظنوا خطأ انه المهاجم، الذي استشهد به أخو مروة الشربيني كدليل على العنصرية في ألمانيا. تم إجراء تحقيق جنائي بعد تقديم الشكوي. في أكتوبر 2009، تم تحقيق جنائي عن القتل غير العمد والحرمان من المساعدة التي شنت ضد القاضي الذي ترأس المحاكمة يوليو، وضد رئيس المحكمة الإقليمية. يوم 29 ديسمبر عام 2009، أعلن مكتب المدعي العام في دريسدن أن جميع التحقيقات قد أغلقت في 21 ديسمبر 2009 دون اتهام،  حيث لم توجد شبهة جريمة جنائية يمكن إثباتها. تمت تغطية كل من إلفيس عكاظ وأليكس وينز بالدم وتمكن علوي عكاظ للتو من السيطرة على مقبض السكين بيده، مما يجعله يبدو وكأنه المهاجم. كانت هناك صعوبات تقييم،  استنتجت النيابة العامة أن إطلاق النار على عكاظ كان خطأ مأساويا. في يناير / كانون الثاني 2010، تقدم محامي نيابة عن عائلة الشربيني بشكوى ضد المدعين العامين والقاضي الذي ترأس المحاكمة في 1 يوليو / تموز ورئيس المحكمة الإقليمية.

## راجع
1. 1 2 3 4  والد مروة الشربيني: الشرطة الألمانية أطلقت الرصاص على زوج ابنتي عندما حاول انقاذها، مصراوي، 5 يوليو 2009 نسخة محفوظة 13 يناير 2010 على موقع واي باك مشين.
2. 1 2  الحكم على قاتل مروة الشربيني بالسجن مدى الحياة، بي بي سي العربية، ولوج في 11 نوفمبر 2009 نسخة محفوظة 21 يونيو 2012 على موقع واي باك مشين.
3. ↑  Maximum Sentence for Racist Murderer: Dresden Courtroom Killer Gets Life, Spiegel online international, 11 نوفمبر 2009 نسخة محفوظة 09 فبراير 2012 على موقع واي باك مشين.
4. 1 2  
"Unerwartet verstorben. Ali El-Sherbini – Marwas Vater ist tot" [Died unexpectedly. Ali El-Sherbini – Marwa's father is dead]. دي فيلت (بالألمانية). 11 Feb 2010. Archived from the original on 2010-02-27. Retrieved 2010-02-27.
5. ↑  الكابتن أشرف صالح: مروة الشربينى لاعبة يد جيدة، اليوم السابع، 5 يوليو 2009 نسخة محفوظة 11 مايو 2020 على موقع واي باك مشين.
6. ↑  
"Murderer of Egyptian 'veil martyr' gets life". The Local. 11 نوفمبر 2009. مؤرشف من الأصل في 14 نوفمبر 2009. اطلع عليه بتاريخ 11 مايو 2010.
7. 1 2  Sven Heitkamp (3 Jul 2009). "Blutbad im Gerichtssaal – Polizei ermittelt wegen heimtückischen Mordes" [Bloodbath in courtroom – police investigating on charge of perfidious murder]. دي فيلت (بالألمانية). Berlin. Archived from the original on 2009-12-07. Retrieved 2009-07-11.
8. ↑  وصول جثمان الشهيدة مروة وشقيقها ينتقد السلطات الألمانية، محيط، 6 يوليو 2009 نسخة محفوظة 08 سبتمبر 2009 على موقع واي باك مشين.
9. ↑  النائب العام يطلب مشاركة النيابة المصرية في تحقيقات مقتل مروة، العربية، 6 يوليو 2009 نسخة محفوظة 28 مارس 2016 على موقع واي باك مشين.
10. ↑  السفير الألمانى: حادث مروة الشربيني "كارثة"، اليوم السابع، 7 يوليو 2009 نسخة محفوظة 07 يوليو 2009 على موقع واي باك مشين.
11. ↑  تظاهرة في لندن تندد بقتل الشربيني، الجزيرة، 12 يوليو 2009، ولوج في 23-7-2009 نسخة محفوظة 18 سبتمبر 2009 على موقع واي باك مشين.
12. ↑  أحمدي نجاد يحمل ألمانيا مسؤولية مقتل مروة الشربيني، إيلاف، 13 يوليو 2009، ولوج في 23 يوليو 2009 نسخة محفوظة 07 مارس 2016 على موقع واي باك مشين.
13. ↑  
"'Hijab martyr' rally due in Cairo". بي بي سي. 9 يوليو 2009. مؤرشف من الأصل في 2009-12-31. اطلع عليه بتاريخ 2009-07-31.
14. ↑  "Egypt to help Germany in 'veil martyr' case". بينينسولا. Quatar. وكالة فرانس برس. 9 يوليو 2009. مؤرشف من الأصل في 2009-12-31. اطلع عليه بتاريخ 2009-07-19.
15. 1 2  Maggie Michael (6 يوليو 2009). "Headscarf Martyr Marwa Sherbini Mourned In Egypt". هافينغتون بوست. أسوشيتد برس. مؤرشف من الأصل في 2009-12-31. اطلع عليه بتاريخ 2009-12-31.
16. 1 2  Kate Connolly (8 يوليو 2009). "The headscarf martyr: murder in German court sparks Egyptian fury". الغارديان. London. مؤرشف من الأصل في 2009-12-31. اطلع عليه بتاريخ 2009-12-31.
17. ↑  EGYPT: Nationwide rage over the death of an Egyptian in Germany, لوس أنجلوس تايمز, 7 July 2009. نسخة محفوظة 29 مارس 2017 على موقع واي باك مشين.
18. 1 2 3  Abdel-Moneim Said (16–22 يوليو 2009). "Footnotes on Marwa's murder". الأهرام ويكلي. Cairo. ع. 956. مؤرشف من الأصل في 21 يوليو 2009. اطلع عليه بتاريخ 19 يوليو 2009. Our people and the European people are in a single boat. When the US and European countries sneezed because of an economic crisis we felt the effects from Iraq to Morocco. [...]. But the boat is not just an economic one. On the issue at hand in particular, the boat is the search for authentic common human values while condemning that killer who could not tolerate a veil that offends or harms no one.
19. ↑  "AFP: Ahmadinejad blames Germany for courtroom murder". google.com. مؤرشف من الأصل في 2010-04-12. اطلع عليه بتاريخ 2010-04-11.
20. ↑  
"Ahmadinejad writes to UN chief on al-Sherbini murder". تهران تايمز. Tehran. 18 يوليو 2009. مؤرشف من الأصل في 2016-03-03. اطلع عليه بتاريخ 2009-07-19.
21. 1 2  Hayyan Nayouf (18 أغسطس 2009). "Egypt bans Iranian "veil martyr" postal stamp". Al Arabiya News. دبي. مؤرشف من الأصل في 2019-02-10. اطلع عليه بتاريخ 2014-07-17.
22. ↑  تخريب نصب تذكاري لمروة الشربيني بعد أسابيع من الكشف عنه بي بي سي عربي، ولوج في 23-7-2010 "نسخة مؤرشفة". مؤرشف من الأصل في 2014-01-21. اطلع عليه بتاريخ 2010-07-23.{{استشهاد ويب}}:  صيانة الاستشهاد: BOT: original URL status unknown (link)
23. 1 2  "Egyptian woman killed in German court for being veiled". Global Voices Online. 6 يوليو 2009. مؤرشف من الأصل في 2015-01-25. اطلع عليه بتاريخ 2009-07-09.
24. 1 2  "German Jews condemn slaying of pregnant Muslim woman". هاآرتس. 7 يوليو 2009. مؤرشف من الأصل في 2010-01-06. اطلع عليه بتاريخ 2010-04-11.
25. 1 2  Stephan J. Kramer (13 يوليو 2009). "In Solidarity with All Muslims". Bonn: Qantara. مؤرشف من الأصل في 2009-12-13. اطلع عليه بتاريخ 2009-07-29. I know that the shock and uncertainty amongst Muslims is particularly great at the moment. This is understandable. Despite this they should not abandon their efforts to take their rightful place in German society.
26. 1 2  "Aus Islamhass getötet" [Killing motivated by Hatred of Islam]. islam.de (بالألمانية). Archived from the original on 2018-12-12. Retrieved 2010-04-11.
27. 1 2  "Tod der Zeugin im Gericht". إذاعة ألمانيا. 1 يوليو 2009. مؤرشف من الأصل في 2009-07-14. اطلع عليه بتاريخ 2009-07-08.
28. 1 2 3  Seeliger، Anja (10 يوليو 2009). "A murder that Germany ignored". الغارديان. London. مؤرشف من الأصل في 2019-04-27. اطلع عليه بتاريخ 2009-10-27.
29. 1 2  "Protestors Accuse Germany of Racism". دير شبيغل. Hamburg. 7 يوليو 2009. مؤرشف من الأصل في 2012-04-18. اطلع عليه بتاريخ 2009-07-08.
30. 1 2  Thomas Schade (16 يوليو 2009). "Die lächelnde Schöne" [Smiling beauty]. Sächsische Zeitung (بالألمانية). Dresden. Archived from the original on 12 سبتمبر 2012. Retrieved 18 يوليو 2009.
31. 1 2  "Freunde planen Marwas Ort" [Friends planning Marwa's place] (بالألمانية). Berlin: دير تاجسشبيجل. 13 Jul 2009. Archived from the original on 2020-03-25. Retrieved 2009-07-18.
32. 1 2  
Salih Altinbaşak (12 Jul 2009). "Trauerfeier und Kulturzentrum "Marwa el-Sherbini" in Dresden" [Memorial event and cultural centre "Marwa El-Sherbini" in Dresden] (Press release) (بالألمانية). Turkish Press. Archived from the original on 2009-12-08. Retrieved 2010-04-11.
33. 1 2  
"Press Release No. 2" (Press release). Marwa Elsherbiny Kultur und Bildungszentrum Dresden e.V. 30 يوليو 2009. مؤرشف من الأصل (PDF) في 2009-12-08. اطلع عليه بتاريخ 2009-10-12.
34. ↑  "More Than 2000 Muslims Mourn Veil Victim in Berlin; Special Grave in Alexandria". المصري اليوم. 6 يوليو 2009. مؤرشف من الأصل في 24 يوليو 2012. اطلع عليه بتاريخ 11 أبريل 2010.
35. ↑  "Trauerfeier. Dresdner nehmen Abschied von getöteter Ägypterin" [Memorial event: People of Dresden say farewell to killed Egyptian] (بالألمانية). Hamburg: دير شبيغل. 11 Jul 2009. Archived from the original on 2009-12-27. Retrieved 2009-07-11.
36. ↑  Joerg Aberger (11 يوليو 2009). "German city honors Egyptian woman slain in court". هافينغتون بوست. أسوشيتد برس. مؤرشف من الأصل في 2016-03-04. اطلع عليه بتاريخ 2009-07-19.
37. ↑  
"Institute Statement on the occasion of the official ceremony to remember Marwa El-Sherbini". Dresden: Max Planck Institute for Molecular Cell Biology and Genetics. 10 يوليو 2009. مؤرشف من الأصل في 2009-12-07. اطلع عليه بتاريخ 2010-04-11.
38. ↑  
"Max Planck Society press release, 8 July 2009". جمعية ماكس بلانك. 8 يوليو 2009. مؤرشف من الأصل في 2009-12-07. اطلع عليه بتاريخ 2010-04-11.
39. ↑  "Dresden: Gedenktafel für Marwa im Landgericht" [Dresden: Memorial plaque for Marwa in regional court [building]]. دير تاجسشبيجل (بالألمانية). Berlin. 13 Dec 2009. Archived from the original on 2020-03-25. Retrieved 2009-12-27. Auf der deutsch und arabisch beschrifteten Gedenktafel heißt es, man ehre die ägyptische Mitbürgerin Marwa el Sherbini. "Sie wurde Opfer von Islamfeindlichkeit und Fremdenhass. Sie ist dem mit Würde und vorbildlicher Zivilcourage entgegengetreten."
40. ↑  "Gedenktafel-Enthüllung für El-Sherbini verschoben" [Unveiling of memorial plaque for El-Sherbini postponed,]. بيلد (بالألمانية). وكالة الأنباء الألمانية. 14 Dec 2009. Archived from the original on 2009-12-27. Retrieved 2009-12-27.
41. ↑  
"Bürger.Courage e.V. Freundeskreis gegen rechtsextremes Denken" [Citizen.Courage Association of Friends Against Right-wing Extremist Thinking]. مؤرشف من الأصل (webpage) في 2012-03-29. اطلع عليه بتاريخ 2012-03-29.
42. 1 2  "Ermordete Ägypterin in Dresden: Unbekannte zerstören Denkmal für Marwa El-Sherbini" [Murdered Egyptian woman in Dresden: Memorial for Marwa El-Sherbini destroyed by unknown persons]. Hamburger Abendblatt. 23 يوليو 2010. مؤرشف من الأصل في 2014-07-14. اطلع عليه بتاريخ 2012-03-29.
43. ↑  
"Übergabe Marwa El-Sherbini Stipendium für Weltoffenheit und Toleranz" [Award of Marwa El-Sherbini Scholarship for Open-mindedness and Tolerance]. Dresden: درسدن. 29 أكتوبر 2012. مؤرشف من الأصل في 2013-06-03. اطلع عليه بتاريخ 2010-04-11.
44. ↑  "Marwa El-Sherbini Stipendium für Weltoffenheit und Toleranz" [Marwa El-Sherbini Scholarship for Open-mindedness and Tolerance]. Dresden: DRESDEN-concept e. V. 2012. مؤرشف من الأصل في 2013-06-05. اطلع عليه بتاريخ 2013-06-05.
45. ↑  "Mord an Ägypterin in Dresden: Haftbefehl erweitert" [Murder of Egyptian in Dresden: Arrest warrant extended]. بيلد (بالألمانية). وكالة الأنباء الألمانية. 24 Jul 2009. Archived from the original on 2009-12-07. Retrieved 2009-12-02.
46. 1 2  Karin Schlottmann and Alexander Schneider (26 Aug 2009). "Lebenslang für Mord im Dresdner Landgericht?" [Life sentence for murder in Dresden regional court?]. Sächsische Zeitung (بالألمانية). Dresden. Archived from the original on 2012-03-01. Retrieved 2009-08-26.
47. ↑  "Life sought for killer of Egyptian 'veil martyr'". The Local. وكالة فرانس برس. 25 أغسطس 2009. مؤرشف من الأصل في 2009-12-07. اطلع عليه بتاريخ 2009-08-26.
48. ↑  "Mordprozess Marwa Elsherbiny: Landgericht Dresden bleibt zuständig" [Marwa Elsherbini murder trial: Dresden regional court to remain trial venue] (Press release) (بالألمانية). Oberlandgericht Dresden. 18 Sep 2009. Archived from the original on 2009-12-07. Retrieved 2009-10-23. (press release on Oberlandesgericht's ruling, citing application's arguments and court's reasoning)
49. ↑  "Mord im Gericht: Mörder von Ägypterin vielleicht nicht schuldfähig" [Murder in the courtroom: Murderer of Egyptian woman can possibly not be held responsible]. دي فيلت (بالألمانية). 17 Oct 2009. Archived from the original on 2009-12-07. Retrieved 2009-10-18.
50. 1 2  Gisela Friedrichsen (10 نوفمبر 2009). "Is Alex W. Schizophrenic? Last-Minute Twist Could Delay Verdict in Dresden Murder Trial". دير شبيغل. Hamburg. مؤرشف من الأصل في 2012-02-09. اطلع عليه بتاريخ 2009-11-11.
51. 1 2 3  "Messermord: Alex W. steht vor Gericht" [Stabbing murder: Alex W on trial]. Sächsische Zeitung (بالألمانية). Dresden. 26 Oct 2009. Archived from the original on 2012-03-01. Retrieved 2009-10-26.
52. 1 2  "Mord an Ägypterin: Täter soll ab 26. Oktober vor Gericht" [Murder on Egyptian: Perpetrator to be tried from 26 October onwards]. Sächsische Zeitung (بالألمانية). Dresden. 24 Sep 2009. Archived from the original on 2012-03-01. Retrieved 2009-09-25.
53. 1 2  "Pressemitteilung 9/09" [Press release 9/09] (Press release) (بالألمانية). Landgericht Dresden. 6 Oct 2009. Archived from the original on 2009-12-07. Retrieved 2009-10-20. (press release listing trial dates as per preliminary planning)
54. 1 2  "Death threat made against man accused of killing Egyptian woman". وكالة الأنباء الألمانية. 24 أكتوبر 2009. مؤرشف من الأصل في 2010-01-13. اطلع عليه بتاريخ 2009-10-18.
55. ↑  
"Mordaufruf gegen El-Sherbini-Mörder" [Call for murder of El-Sherbini's murderer]. زود دويتشه تسايتونج (بالألمانية). München. 24 أكتوبر 2009. Archived from the original on 28 أكتوبر 2009. Retrieved 24 أكتوبر 2009.
56. ↑  "Akkreditierungsverfahren der Pressevertreter im Strafverfahren gegen Alex W. beim Landgericht Dresden" [Accreditation procedure for media representatives at criminal trial against Alex W at the Dresden regional court] (Press release) (بالألمانية). Landgericht Dresden. 12 Oct 2009. Archived from the original on 2009-12-07. Retrieved 2009-10-20. (press release detailing seat contingent, photography and film pools for media covering the trial)
57. ↑  Alexander Schneider (18 Oct 2009). "Großeinsatz am Dresdner Landgericht" [Massive Police Operation at Dresden Regional Court]. Sächsische Zeitung (بالألمانية). Dresden. Archived from the original on 2012-03-01. Retrieved 2009-10-18.
58. ↑  Wolf Schmidt (22 أكتوبر 2009). "Prozess hinter Panzerglas" [Trial behind bulletproof glass]. دي تاغيستسايتونغ. Berlin. مؤرشف من الأصل في 2009-12-13. اطلع عليه بتاريخ 2009-10-22.
59. ↑  "Dresden: Mordprozess im Fall Marwa soll Ende August beginnen" [Dresden: Murder trial in Marwa case expected to begin in August.]. دير تاجسشبيجل (بالألمانية). Berlin. 14 Aug 2009. Archived from the original on 2020-03-25. Retrieved 2009-08-20.
60. ↑  Gisela Friedrichsen (26 Oct 2009). "Auftakt im Marwa-Prozess: Ein Angeklagter voll Widerstand und Provokation" [Beginning of Marwa trial: A defendant full of resistance and provocation.]. صحيفة شبيغل الإلكترونية (بالألمانية). Hamburg. Archived from the original on 2009-12-13. Retrieved 2009-10-26.
61. ↑  "Man tells German court of wife's killing in same venue". الغارديان. London. 26 أكتوبر 2009. مؤرشف من الأصل في 2009-12-13. اطلع عليه بتاريخ 2009-10-27.
62. 1 2  "Prozess um Mord an Ägyterin. Angeklagter provoziert zum Auftakt" [Trial for murder of Egyptian. Defendant provokes at beginning.] (بالألمانية). Mitteldeutscher Rundfunk. 26 Oct 2009. Archived from the original on 2010-01-12. Retrieved 2010-01-12.
63. ↑  "Expert: Slain Egyptian woman had no chance". The Seattle Times. أسوشيتد برس. 27 أكتوبر 2009. مؤرشف من الأصل في 2009-12-13. اطلع عليه بتاريخ 2009-12-02.
64. ↑  "Mordprozess el-Sherbini: "Ich dachte, er sticht mich ab"" [El-Sherbini murder trial: "I thought he's going to cut me up"]. Stern. Hamburg. 27 أكتوبر 2009. مؤرشف من الأصل في 2009-12-07. اطلع عليه بتاريخ 2009-11-02.
65. ↑  "Judge describes courtroom murder of Egyptian woman – Summary". وكالة الأنباء الألمانية. 27 أكتوبر 2009. مؤرشف من الأصل في 2009-12-07. اطلع عليه بتاريخ 2009-11-02.
66. ↑  Gisela Friedrichsen (27 أكتوبر 2009). "Marwa-Prozess: "Ich dachte, der sticht sich jetzt den Weg frei"" [Marwa trial: "I thought that man is going to stab his way out there"]. Hamburg: دير شبيغل. مؤرشف من الأصل في 2009-12-07. اطلع عليه بتاريخ 2009-11-02.
67. ↑  S Am Orde and K El-Gawhary (27 أكتوبر 2009). "Richter im Mordprozess Marwa S.: "Ich dachte, es sind Fäuste"" [Judge in Marwa S. murder trial: "I thought these are fists"]. دي تاغيستسايتونغ. Berlin. مؤرشف من الأصل في 2009-12-13. اطلع عليه بتاريخ 2009-11-02.
68. ↑  "2. Tag im Marwa-Prozess: Sehen Sie hier den aktuellen Gerichtsreport!" [Second day of Marwa trial: see the current trial report here!]. Dresden Fernsehen. Dresden. 27 أكتوبر 2009. مؤرشف من الأصل في 13 ديسمبر 2009. اطلع عليه بتاريخ 2 نوفمبر 2009.
69. ↑  "Sozialarbeiterin: Alex W. war Einzelgänger" [Social worker: Alex W was a loner]. دي تسايت. Hamburg. 29 أكتوبر 2009. مؤرشف من الأصل في 2009-12-13. اطلع عليه بتاريخ 2009-11-02.
70. ↑  "Fall Marwa. "Der Sohn lag im Blut der Mutter"" [Marwa case. "Son lay in pool of mother's blood"]. دير تاجسشبيجل. Berlin. 29 أكتوبر 2009. مؤرشف من الأصل في 2020-03-25. اطلع عليه بتاريخ 2009-11-02.
71. 1 2  "3. Tag im Marwa-Prozess: Hier der aktuelle Gerichtsreport! – Angeklagter rastet im Gericht aus!" [Second day of Marwa trial: see the current trial report here! – Defendant loses temper in court!]. Dresden Fernsehen. Dresden. 28 أكتوبر 2009. مؤرشف من الأصل في 2009-12-13. اطلع عليه بتاريخ 2009-11-02.
72. ↑  Alexander Schneider (30 أكتوبر 2009). "Arrogant, überheblich, herablassend" [Arrogant, presumptuous and condescending]. Sächsische Zeitung. Dresden. مؤرشف من الأصل في 2012-03-01. اطلع عليه بتاريخ 2009-11-02. (security officer's testimony cited in third and second but last paragraphs)
73. ↑  "Ägypterin-Mord: Angeklagter "arrogant" – Schmerzensgeld im Gespräch" [Murder of Egyptian: Defendant "arrogant" – talks about redress]. Leipzig: LVZ Online. 29 أكتوبر 2009. مؤرشف من الأصل في 2009-12-13. اطلع عليه بتاريخ 2009-11-02.
74. ↑  "Marwa-Prozess: Weitere Zeugen vernommen" [Marwa trial: Additional witnesses [have been] questioned]. Dresden Fernsehen (بالألمانية). درسدن. 2 Nov 2009. Archived from the original on 2009-12-13. Retrieved 2009-11-12.
75. ↑  "Zeugen beschreiben Alex W.: Außenseiter voller Hass" [Witnesses describe Alex W.: Outsider full of hate]. دي تسايت (بالألمانية). وكالة الأنباء الألمانية. 2 Nov 2009. Archived from the original on 2009-12-13. Retrieved 2009-11-12.
76. 1 2  
"Mordprozess Marwa El-Sherbini: Bundespolizisten verteidigen die Tat ihres Kollegen vor Gericht" [Marwa El-Sherbini murder trial: Federal police officers defend action of their colleague in court]. Focus (بالألمانية). Munich. 3 Nov 2009. Archived from the original on 2009-12-07. Retrieved 2009-11-12.
77. ↑  "Courtroom murder[sic] of Egyptian woman wanted to die (Roundup)". Monsters and Critics. 3 نوفمبر 2009. مؤرشف من الأصل في 2010-01-13. اطلع عليه بتاريخ 2009-11-12.
78. 1 2  "'Veil martyr' trial delayed by defendant tantrum". The Local. Berlin. 30 أكتوبر 2009. مؤرشف من الأصل في 2009-12-13. اطلع عليه بتاريخ 2009-11-02.
79. 1 2  "BGH bestätigt Urteil: Lebenslang für Mord im Gerichtssaal" [Federal Court of Justice confirms: "Life" for murder in court room]. Rheinische Post Online  [لغات أخرى]‏. 18 يونيو 2010. مؤرشف من الأصل في 2012-08-06. اطلع عليه بتاريخ 2012-02-28.{{استشهاد بخبر}}:  صيانة الاستشهاد: علامات ترقيم زائدة (link)
80. 1 2  
"Strafverfahren gegen Alex W. beim Landgericht Dresden. Urteil vom 11. November 2009" [Criminal trial against Alex W at Dresden regional court. Verdict of 11 November 2009] (Press release) (بالألمانية). Landgericht Dresden. 11 Nov 2009. Archived from the original on 2009-12-07. Retrieved 2009-11-13. (press release of the court stating sentence and main findings on meeting criteria for murder conviction, on gravity of guilt, criminal responsibility and finding on civil liability)
81. ↑  "Maximum Sentence for Racist Murderer: Dresden Courtroom Killer Gets Life". دير شبيغل. Hamburg. 11 نوفمبر 2009. مؤرشف من الأصل في 2009-12-13. اطلع عليه بتاريخ 2009-11-11.
82. ↑  "Bundesgerichtshof - Mitteilung der Pressestelle Nr. 125/2010" [Federal Court of Justice - Press release No. 125/2010]. Bundesgerichtshof. مؤرشف من الأصل في 2019-02-09. اطلع عليه بتاريخ 2010-06-23.. Press release references Bundesgerichtshof decision file reference 5 StR 207/10 of 14 June 2010 and original decision file reference 1 Ks 300 Js 27647/09 of 11 November 2009.
83. ↑  "Sozialarbeiterin: Alex W. war Einzelgänger" [Social worker: Alex W. was a loner]. Hamburg: دي تسايت. 29 أكتوبر 2009. مؤرشف من الأصل في 2010-02-12. اطلع عليه بتاريخ 2009-11-07.
84. ↑  
"Brother of murdered woman speaks". بي بي سي. 10 يوليو 2009. مؤرشف من الأصل في 2019-04-26. اطلع عليه بتاريخ 2009-12-31.
85. ↑  
"Mordfall Marwa: Staatsanwaltschaft ermittelt gegen Dresdner Richter" [Marwa murder case: Prosecutor's office investigates Dresden judges]. دير شبيغل (بالألمانية). Hamburg. 14 Nov 2009. Archived from the original on 2009-12-07. Retrieved 2009-11-14.
86. 1 2 3  
"Ermittlungen gegen Polizisten im Fall Sherbini eingestellt" [Investigations against police officer in Sherbini case closed] (بالألمانية). Top News. Deutscher Depeschendienst. 30 Dec 2009. Archived from the original on 2009-12-31. Retrieved 2009-11-12.
87. ↑  
"Policeman who shot husband of Dresden 'veil martyr' cleared". The Local. Munich. 30 ديسمبر 2009. مؤرشف من الأصل في 2009-12-31. اطلع عليه بتاريخ 2009-12-31.
88. ↑  
"Staatsanwaltschaft stellt Ermittlungen gegen Polizisten ein" [Prosecutor's office closes investigation against police officer]. دير شبيغل. Hamburg. 29 ديسمبر 2009. مؤرشف من الأصل في 2009-12-31. اطلع عليه بتاريخ 2009-12-31.
89. ↑  
"Familie El-Sherbini legt Beschwerde ein" [El-Sherbini family files complaint]. بيلد. 5 يناير 2010. مؤرشف من الأصل في 2010-01-07. اطلع عليه بتاريخ 2010-01-07.

1. ↑  Under the procedural order of the القانون الجنائي الألماني a victim of certain offences, or a spouse, life partner, child, sibling or parent of a homicide victim, can choose to act as a 'co-claimant' [Nebenkläger], in addition to the public prosecutor who acts as مدعى during a trial. This entails certain procedural rights. For more see de:Nebenklage#Deutschland.